# チャールズ・クリストファー・パリー

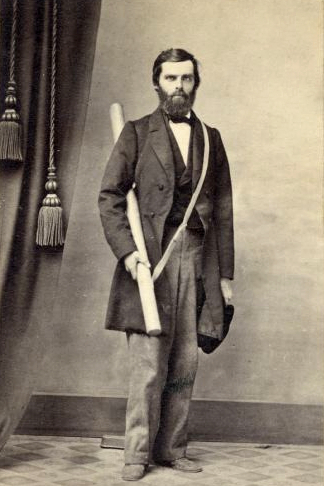
チャールズ・クリストファー・パリー（1865年頃）

チャールズ・クリストファー・パリー（Charles Christopher Parry、1823年8月28日 - 1890年2月20日）は、イギリス生まれのアメリカ合衆国の植物学者、登山家である。

## 生涯
イングランドのグロスターシャー州で生まれた。1832年に両親とともにアメリカへ移住し、初めはニューヨークに住んだ。コロンビア大学で医学を学び、またジョン・トーリーやエイサ・グレイ、ジョージ・エンゲルマンのもとで植物学を学んだ。
1846年にアイオワ州ダベンポート (アイオワ州)ダベンポートでしばらく医師を始めた後、1848年から1855年の間に行われたアメリカとメキシコの国境地域の学術調査に、医師、植物学者として参加した。カリフォルニア、コロラド、ユタなど西部諸州の国境地域周辺で膨大な植物標本を集め、多くの新種植物を発見した。
パリーの発見した植物にはトーリー松（Torrey Pine：学名：Pinus torreyana）やエンゲルマントウヒ（Engelmann spruce：学名：Picea engelmannii）などがあり、恩師の名前を命名した。パリーの名も、Parry Pinyon（学名：Pinus quadrifolia）やParry's Lily （学名：Lilium parryi）、Parry's Penstemon（学名：Penstemon parryi）などに献名されている。
コロラドの山地での気圧測定を行い、自らは登頂はしなかったがロングスピークの標高を推定した。グレースピークに初登頂し、標高を測定した。ロッキー山脈のパリーピーク（4,082m）の名称はパリーの名前からとられている。